# Capsicum

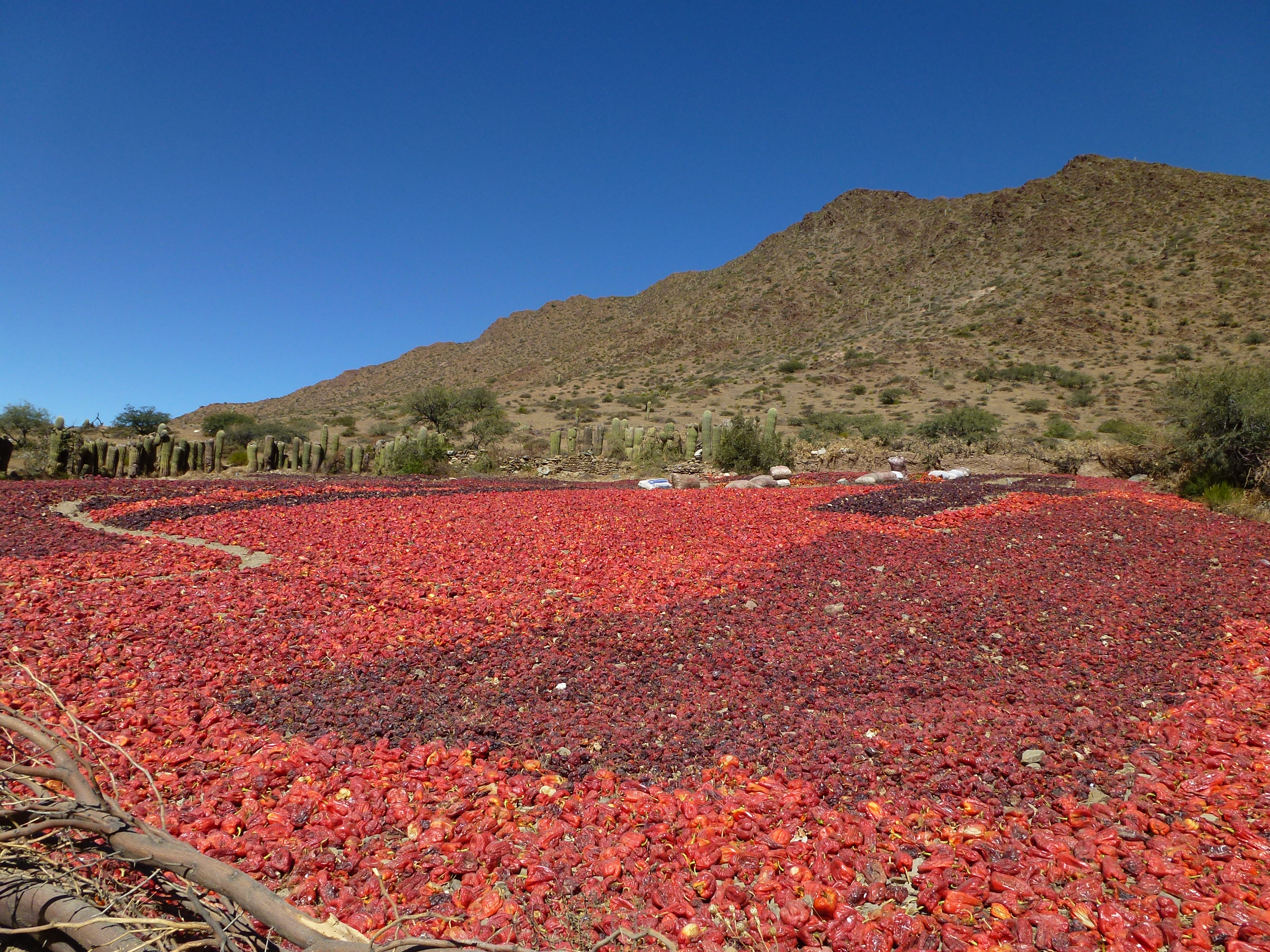
Drogen van pepers

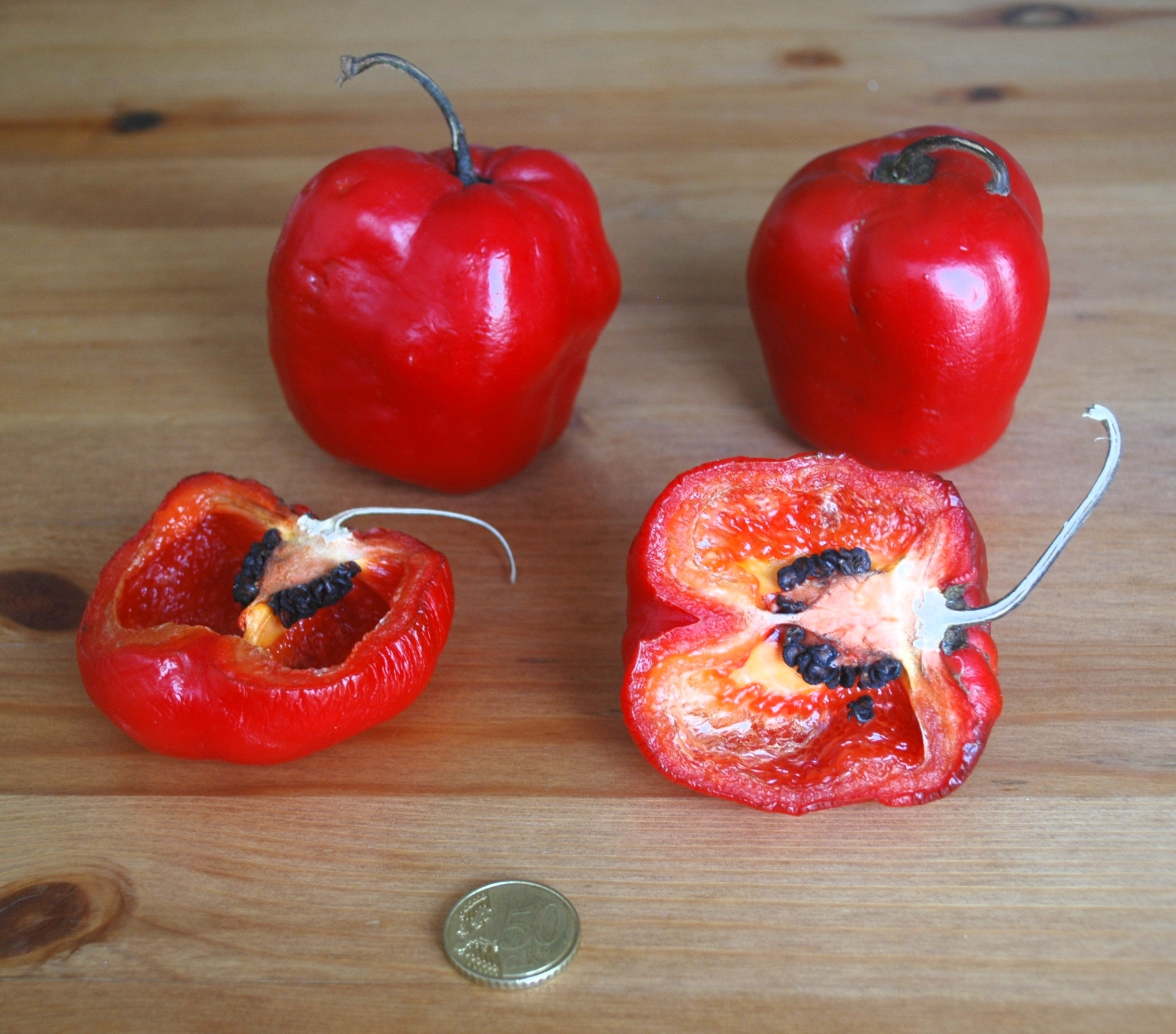
Capsicum pubescens, pepers met zwart zaad

Capsicum is de botanische naam van een geslacht uit de nachtschadefamilie (Solanaceae). Het geslacht is van groot belang vanwege de paprika en de diverse chilipepers (zie ook Spaanse peper en cayennepeper).

## Soorten
De chilipeper kent vele soorten zoals hieronder wordt opgesomd, waarbij de vijf gedomesticeerde soorten vetgedrukt staan:
- Capsicum annuum — de meeste gewone soorten zoals jalapeño, cayenne en de paprika
- Capsicum anomalum
- Capsicum baccatum — de besachtige Zuid-Amerikaanse chilipepers, aji, peppadew
- Capsicum buforum
- Capsicum campylopodium
- Capsicum cardenasii
- Capsicum chacoense
- Capsicum chinense — waaronder de extreem hete habanero, Bhut Jolokia, Madame Jeanette, Trinidad Scorpion Butch Taylor en de Carolina Reaper
- Capsicum ciliatum
- Capsicum coccineum
- Capsicum cornutum
- Capsicum dimorphum
- Capsicum dusenii
- Capsicum exile
- Capsicum eximium
- Capsicum flexuosum
- Capsicum frutescens — struikpepers zoals tabasco, waar onder andere tabascosaus van wordt gemaakt
- Capsicum galapagoense
- Capsicum geminifolium
- Capsicum hookerianum
- Capsicum lanceolatum
- Capsicum leptopodum
- Capsicum microcarpum
- Capsicum minutiflorum
- Capsicum mirabile
- Capsicum parvifolium
- Capsicum praetermissum
- Capsicum pubescens — waaronder de Zuid-Amerikaanse rocotopepers (deze soorten hebben vaak zwart zaad)
- Capsicum schottianum
- Capsicum scolnikianum
- Capsicum tovarii
- Capsicum villosum

## Capsaïcine
De werkzame stof die de vruchten van een aantal van deze soorten zo pittig maakt is capsaïcine. Deze stof stimuleert dezelfde receptoren in de mond als die hitte (temperatuur) van voedsel detecteren. Vogels hebben deze receptoren niet. Een peper smaakt voor hen als een paprika voor de mens. Ze kunnen er zo voor zorgen dat in de natuur het zaad van de planten verder verspreid wordt.